# San Clemente (Italie)
Pour les articles homonymes, voir San Clemente.

San Clemente (San Climènt en dialecte romagnol) est une commune italienne de la province de Rimini dans la région Émilie-Romagne en Italie.

## Toponymie
Le nom de la commune a été donné en l'honneur de Clément de Rome.

## Géographie
San Clemente se situe à 179 mètres d’altitude sur le sommet d’une colline, desservi par la route SP35 qui mène de Riccione (16 km) à Morciano di Romagna (4 km).

## Histoire
Les premières notices sur Castrum Sancti Clementis sont de 962 quand Ottone I en fit don aux comtes de Carpegna. 
Les XIVe et XVe siècles furent marqués, comme toute la région de Rimini, par l’influence de la famille Malatesta, qui resteront en possession de la cité jusqu’en 1504 quand le château passa aux mains de la république de Venise. 
En 1508, le Saint-Siège l’assigna à la commune de Rimini. 

## Architecture
- Le centre de San Clemente est, en majeure partie, enfermé entre les murs du château malatestien. La famille Malatesta laisse un autre témoignage de son règne : la ferme et la villa fortifiée de Castelleale, exemple singulier d’architecture médiévale.
- L’église paroissiale de la commune du XIXe siècle (faussement attribuée à architetto Poletti).

## Économie
San Clemente doit son économie principalement à la production agricole (vin sangiovese en particulier) et artisanale.

## Personnalités
- Oreste Benzi (1925-2007), prêtre

## Administration
| Période                                  | Période  | Identité           | Étiquette     | Qualité |
| ---------------------------------------- | -------- | ------------------ | ------------- | ------- |
| 14 juin 2004                             | En cours | Christian D'Andrea | Centre-gauche |         |
| Les données manquantes sont à compléter. |          |                    |               |         |

### Hameaux
Agello, Casarola, Castelleale, Cevolabbate, Sant'Andrea in Casale

### Communes limitrophes
Coriano, Gemmano, Misano Adriatico, Monte Colombo, Montefiore Conca, Morciano di Romagna, San Giovanni in Marignano

### Évolution démographique
Habitants recensés

### Ethnies et minorités étrangères
Selon les données de l’Institut national de statistique (ISTAT) au 1er janvier 2011 la population étrangère résidente était de 517 personnes.
Les nationalités majoritairement représentatives étaient :
| Pos. | Pays     | Population |
| ---- | -------- | ---------- |
| 1    | Albanie  | 161        |
| 2    | Roumanie | 52         |
| 3    | Chine    | 50         |